# Chorizococcus irishi
Chorizococcus irishi är en insektsart som först beskrevs av Cockerell 1900.  Chorizococcus irishi ingår i släktet Chorizococcus och familjen ullsköldlöss. Inga underarter finns listade i Catalogue of Life.